# Union Lovenjoel
Union Lovenjoel is een Belgische voetbalclub uit Lovenjoel. De club is aangesloten bij de KBVB met stamnummer 5635 en heeft blauw en wit als kleuren.

## Geschiedenis
Oorspronkelijk is de club ontstaan op de Bremt, een gehucht van Bierbeek. In het begin was de club aangesloten bij het liefhebbersverbond onder de naam Heidezonen. Om te kunnen toetreden tot de KBVB was de toelating nodig van de reeds bestaande club HO Bierbeek. Bierbeek ging echter niet akkoord met deze aanvraag en daarom zijn de "heidenzonen" in 1954 noodgedwongen verhuisd naar Lovenjoel. Vanaf dat ogenblik speelden de "heidenzonen" onder de naam "Union Lovenjoel", opgericht door Désiré Tombeur, Maurice Meeus, Alfons Verbomen en Constant Nackaerts. Reeds van het begin werd door het bestuur gekozen om met de kleuren Blauw-Wit-Blauw te spelen. In 1985 werd de club een vzw. Lovenjoel ging in de Brabantse provinciale reeksen spelen.
Na vele seizoenen onafgebroken in Tweede Provinciale werd Union Lovenjoel in 2014 kampioen in Tweede Provinciale B. Voor het eerst promoveerde de club zo naar Eerste Provinciale.
In 2022 bevond Lovenjoel zich in 4e Provinciale B en gaf forfait voor de rest van het seizoen.
 
Tegenwoordig spelen er alleen nog enkele jeugdploegen bij Union Lovenjoel. 